# Gastone Moschin
Gastone Moschin [ejtsd: moszkin] (San Giovanni Lupatoto, 1929. június 8. – Terni, 2017. szeptember 4.) olasz színész.

## Élete és pályája
Az 1950-es években először színpadi színészként kezdte a pályafutását. Majd később, 1955-ben, mint sokoldalú és egyben képesített filmszínészként.
Első filmes szerepe a La rivale c. film volt; ugyanebben az időszakban aktív és szórványos is volt amikor szinkronhangként kellett közreműködnie. Olyan filmekben mint a Il vedovo (1959), Livio Lorenzon hangja és a Forradalom előtt-ben (1964) pedig Morando Morandini hangjaként.
1969-ben játszott Sergio Corbucci spagetti westernjében A szakértőben, melyben egy sheriffet formált meg.
Legismertebb karakteri szerepe Don Fanucci az 1974-es A Keresztapa II.-ben, ahol az erőszakos zsaroló maffiózót Don Fanuccit, egy alakítja, aki az olasz-amerikaiaktól védelmi pénzt szed, függetlenül attól, hogy azok kereskedők-e vagy piti bűnözők. Fanuccit a fiatal Vito Corleone (Robert De Niro) agyonlövi, és elfoglalja a helyét.
Másik ismert szerepe Ugo Piazza a Fernando Di Leo által rendezett Milano calibro 9 (1972) c. thriller filmben volt.
Emellett még számos olasz és műfaji filmvígjáték, valamint televíziós sorozatokban is feltűnt.
2000 és 2001 között, Terence Hill Don Matteo filmsorozatának az 1. és 2. évadjában is játszott. Röviddel ezután visszavonult a filmes pályától.

## Halála
2017. szeptember 4-én halt meg a Santa Maria di Terni Kórházban, ahol néhány napig megfigyelés alatt állt súlyos, krónikus szívbetegsége miatt. 88 éves volt.

## Főbb filmszerepei
- 1956: La rivale … Marco Riccitelli
- 1959: A nagy akció (Audace colpo dei soliti ignoti)  … Alfredo
- 1961: Míly öröm élni (Che gioia vivere) … pap
- 1962: A hazugság városa (Gli anni ruggenti) … Carmine Passante
- 1962: Nehéz szerelem (L’amore difficile) … marsall
- 1963: Siker (Il successo) … Giulio nagybátyja
- 1964: A látogatás (La visita) … Renato Gusso
- 1964: Nyomorultak (I miserabili), tévésorozat … Jean Valjean
- 1964: El Cid fia (I cento cavalieri) … Carmelo testvér
- 1965: A hét aranyember (7 uomini d’oro) … Adolf, a német
- 1966: Hölgyek és urak (Signore & signori ) … Osvaldo Bisigato
- 1966: Szerelmünk évszakai (Le stagioni del nostro amore) … Carlo Di Giusti (Tancredi)
- 1966: Tündéri nök (Le fate) … Dr. Aldini
- 1967: Az éjszaka rablásra való (La notte è fatta per… rubare) … Simon felügyelő
- 1967: A hárem (L’harem) … Gianni
- 1968: A japán feleség (La moglie giapponese) … Taddei könyvelő
- 1969: Hétszer hét (Sette volte sette) … Benjamin Burton
- 1969: A szakértő (Gli specialisti) … Gideon Ring seriff
- 1969: Az álarcos bosszúálló (Il vendicatore mascherato)  … Pietro Gradenigo dózse
- 1970: A megalkuvó (Il Conformista) … Manganiello ügynök
- 1970: Koncert szólópisztolyra (Concerto per pistola solista) … Aloisius Thorpe őrmester
- 1970: A riszálás művésze (Ninì Tirabusciò, la donna che inventò la mossa) … Mariotti rendőrfőnök
- 1971: Adós, fizess! (Stanza 17-17 palazzo delle tasse, ufficio imposte) … Giambattista Ranteghin
- 1971: Én nem látok, te nem beszélsz, ö nem hall (Io non vedo, tu non parli, lui non sente) … Metello Bottazzi
- 1972: Az 5. hatalom (La violenza: Quinto potere) … Colonnesi védőügyvéd
- 1972: Milano calibro 9 … Ugo
- 1972: La morte di Danton … Danton
- 1973: Paolo szerelmei (Paolo il caldo) … Edmondo nagybácsi
- 1974: A Keresztapa II. (The Godfather: Part II) … Don Fanucci
- 1975: Férfiak póráz nélkül (Amici miei) … Rambaldo Melandri
- 1976: Menekülés Görögországból (Une femme à sa fenêtre) … Primoukis
- 1978: A nagy Fox (Poliziotto senza paura) … Karl Koper
- 1980: A sivatag oroszlánja (Lion of the Desert) … Tomelli őrnagy
- 1982: Férfiak póráz nélkül 2. (Amici miei atto II) … Rambaldo Melandri
- 1985: Férfiak póráz nélkül 3. (Amici miei atto III) … Rambaldo Melandri
- 1986: Tüske a szívben (Una spina nel cuore)  … Doktor Trigona
- 1988: Rimini, Rimini – Egy évvel később (Rimini Rimini – Un anno dopo) … Formigoni
- 1996: Három vándor királyok (I magi randagi) … Don Gregorio
- 1996: A nagy tölgyfa (La grande quercia) … nagypapa
- 1997: Porzûs … Öreg Geko
- 2000–2001: Don Matteo, televíziós sorozat … püspök

## Fordítás
- Ez a szócikk részben vagy egészben  a   Gastone Moschin című olasz Wikipédia-szócikk fordításán alapul.  Az eredeti cikk szerkesztőit annak laptörténete sorolja fel. Ez a jelzés csupán a megfogalmazás eredetét és a szerzői jogokat jelzi, nem szolgál a cikkben szereplő információk forrásmegjelöléseként.